# 鞍田暹
鞍田 暹（くらた すすむ、1939年7月16日 - 2023年3月7日）は、日本の経営者。テレビ大阪社長を務めた。

## 経歴・人物
兵庫県出身。1962年に早稲田大学政治経済学部を卒業し、同年に日本経済新聞社に入社した。1992年に取締役に就任し、1999年6月にはテレビ大阪社長に就任。2003年6月から2004年6月までには会長を務め、2004年からは日本経済新聞社監査役を務めた。
2023年3月7日死去。83歳没。